# Liste des conseillers départementaux de la Mayenne
Pour un article plus général, voir Conseil général de la Mayenne.

## Composition

### De2021à2028
| Canton              | Conseiller Sortant                                             | Parti | Parti |
| ------------------- | -------------------------------------------------------------- | ----- | ----- |
| Azé                 | Dominique de Valicourt                                         |       | DVD   |
| Azé                 | Benoît Lion                                                    |       | DVD   |
| Bonchamp-lès-Laval  | Gwénaël Poisson                                                |       | DVD   |
| Bonchamp-lès-Laval  | Sylvie Vielle                                                  |       | DVD   |
| Château-Gontier     | Aurélie Mahier                                                 |       | UDI   |
| Château-Gontier     | Vincent Saulnier                                               |       | UDI   |
| Cossé-le-Vivien     | Élisabeth Doineau                                              |       | UDI   |
| Cossé-le-Vivien     | Christophe Langouet                                            |       | LREM  |
| Ernée               | Jacqueline Arcanger                                            |       | DVD   |
| Ernée               | Claude Tarlevé                                                 |       | UDI   |
| Évron               | Joël Balandraud                                                |       | UDI   |
| Évron               | Sandrine Galloyer                                              |       | DVD   |
| Gorron              | Jean-Marc Allain                                               |       | LREM  |
| Gorron              | Françoise Duchemin                                             |       | LREM  |
| L'Huisserie         | Christian Briand                                               |       | DVG   |
| L'Huisserie         | Christine Dubois                                               |       | DVG   |
| Lassay-les-Châteaux | Magali d'Argentré                                              |       | DVD   |
| Lassay-les-Châteaux | Gérard Dujarrier (décès) Mickaël Delahaye(depuis juillet 2025) |       | DVD   |
| Laval-1             | Antoine Caplan                                                 |       | PS    |
| Laval-1             | Nadège Davoust                                                 |       | EÉLV  |
| Laval-2             | Antoine Leroyer                                                |       | EÉLV  |
| Laval-2             | Marie-Laure Le Mée Clavreul                                    |       | DVG   |
| Laval-3             | Bruno Bertier                                                  |       | DVG   |
| Laval-3             | Camille Pétron                                                 |       | PCF   |
| Loiron              | Nicole Bouillon                                                |       | LR    |
| Loiron              | Louis Michel                                                   |       | UDI   |
| Mayenne             | Antoine Valprémit                                              |       | DVG   |
| Mayenne             | Stéphanie Lefoulon                                             |       | DVG   |
| Meslay-du-Maine     | Sylvain Rousselet                                              |       | DVD   |
| Meslay-du-Maine     | Julie Ducoin                                                   |       | DVD   |
| Saint-Berthevin     | Olivier Richefou                                               |       | UDI   |
| Saint-Berthevin     | Corinne Segretain                                              |       | LR    |
| Villaines-la-Juhel  | Christelle Auregan                                             |       | LR    |
| Villaines-la-Juhel  | Jean-François Sallard                                          |       | DVD   |

### De2015à2021
| Canton              | Conseiller Sortant                   | Parti | Parti     |
| ------------------- | ------------------------------------ | ----- | --------- |
| Azé                 | Valérie Hayer                        |       | LREM--UDI |
| Azé                 | Michel Hervé                         |       | LREM-DVD  |
| Bonchamp-lès-Laval  | Gwénaël Poisson                      |       | DVD       |
| Bonchamp-lès-Laval  | Sylvie Vielle                        |       | DVD       |
| Château-Gontier     | Odile Gohier                         |       | UDI       |
| Château-Gontier     | Philippe Henry puis Vincent Saulnier |       | UDI       |
| Cossé-le-Vivien     | Élisabeth Doineau                    |       | UDI       |
| Cossé-le-Vivien     | Christophe Langouet                  |       | LREM-DVD  |
| Ernée               | Jacqueline Arcanger                  |       | DVD       |
| Ernée               | Claude Tarlevé                       |       | UDI       |
| Évron               | Joël Balandraud                      |       | UDI       |
| Évron               | Marie-Cécile Morice                  |       | LR        |
| Gorron              | Jean-Marc Allain                     |       | LREM-DVD  |
| Gorron              | Françoise Duchemin                   |       | LREM-UDI  |
| L'Huisserie         | Christian Briand                     |       | LREM-DVG  |
| L'Huisserie         | Christine Dubois                     |       | app PS    |
| Lassay-les-Châteaux | Magali d'Argentré                    |       | DVD       |
| Lassay-les-Châteaux | Gérard Dujarrier                     |       | DVD       |
| Laval-1             | Xavier Dubourg                       |       | UDI       |
| Laval-1             | Chantal Grandière                    |       | DVD       |
| Laval-2             | Alexandre Lanoë                      |       | LR        |
| Laval-2             | Béatrice Mottier                     |       | LREM-UDI  |
| Laval-3             | Guillaume Garot                      |       | PS        |
| Laval-3             | Fabienne Germerie                    |       | PS        |
| Loiron              | Nicole Bouillon                      |       | LR        |
| Loiron              | Louis Michel                         |       | UDI       |
| Mayenne             | Gérard Brodin                        |       | LR        |
| Mayenne             | Patricia Gontier                     |       | LR        |
| Meslay-du-Maine     | Norbert Bouvet                       |       | LR        |
| Meslay-du-Maine     | Julie Jean                           |       | LR        |
| Saint-Berthevin     | Olivier Richefou                     |       | UDI       |
| Saint-Berthevin     | Corinne Segretain                    |       | LR        |
| Villaines-la-Juhel  | Christelle Auregan                   |       | LR        |
| Villaines-la-Juhel  | Daniel Lenoir                        |       | LREM-DVD  |

### De2011à2015
| Parti                                | Sigle | Élus |
| ------------------------------------ | ----- | ---- |
| Opposition (6 sièges)                |       |      |
| Europe Écologie Les Verts            | EELV  | 1    |
| Parti Socialiste                     | PS    | 2    |
| Divers gauche                        | DVG   | 3    |
| Majorité (26 sièges)                 |       |      |
| Debout la République                 | DLR   | 1    |
| Union des démocrates et indépendants | UDI   | 9    |
| Union pour un mouvement populaire    | UMP   | 5    |
| Divers droite                        | DVD   | 11   |
| Président du Conseil Général         |       |      |
| Jean Arthuis (UDI)                   |       |      |

## Liste
| Canton                            | Circ. | Conseiller général    | Parti | Parti | Série |
| --------------------------------- | ----- | --------------------- | ----- | ----- | ----- |
| Arrondissement de Château-Gontier |       |                       |       |       |       |
| canton de Bierné                  | 2     | Roger Guédon          |       | DVD   | 2008  |
| canton de Château-Gontier-Est     | 2     | Philippe Henry        |       | UDI   | 2011  |
| canton de Château-Gontier-Ouest   | 2     | Jean Arthuis          |       | UDI   | 2008  |
| canton de Cossé-le-Vivien         | 2     | Claude Boiteux        |       | DVD   | 2011  |
| canton de Craon                   | 2     | Camille Besnier       |       | DVD   | 2011  |
| canton de Grez-en-Bouère          | 2     | Norbert Bouvet        |       | UMP   | 2008  |
| canton de Saint-Aignan-sur-Roë    | 2     | Élisabeth Doineau     |       | UDI   | 2011  |
| Arrondissement de Laval           |       |                       |       |       |       |
| canton d'Argentré                 | 1     | Michel Ferron         |       | DVG   | 2008  |
| canton de Chailland               | 3     | Claude Tarlevé        |       | UDI   | 2011  |
| canton d'Évron                    | 1     | Jean-Pierre Bourdin   |       | DVG   | 2008  |
| canton de Laval-Est               | 1     | Alain Guinoiseau      |       | DLR   | 2008  |
| canton de Laval-Nord-Est          | 1     | Olivier Richefou      |       | UDI   | 2011  |
| canton de Laval-Nord-Ouest        | 2     | Claude Gourvil        |       | EELV  | 2011  |
| canton de Laval-Sud-Ouest         | 1     | Jean-Christophe Boyer |       | PS    | 2008  |
| canton de Laval-Saint-Nicolas     | 1     | Yan Kiessling         |       | PS    | 2011  |
| canton de Loiron                  | 3     | Nicole Bouillon       |       | DVD   | 2011  |
| canton de Meslay-du-Maine         | 2     | Gérard Lochu          |       | UMP   | 2008  |
| canton de Montsûrs                | 1     | Jean-Noël Ravé        |       | DVD   | 2008  |
| canton de Saint-Berthevin         | 2     | Yannick Borde         |       | UDI   | 2011  |
| canton de Sainte-Suzanne          | 2     | Marc Bernier          |       | UMP   | 2008  |
| Arrondissement de Mayenne         |       |                       |       |       |       |
| canton d'Ambrières-les-Vallées    | 3     | Guy Ménard            |       | UDI   | 2011  |
| canton de Bais                    | 1     | Marie-Cécile Morice   |       | UMP   | 2008  |
| canton de Couptrain               | 3     | Jean Tonnellier       |       | DVD   | 2008  |
| canton d'Ernée                    | 3     | Gilbert Dutertre      |       | UDI   | 2011  |
| canton de Gorron                  | 3     | Jean-Claude Giraud    |       | DVD   | 2011  |
| canton du Horps                   | 3     | Gérard Dujarrier      |       | DVD   | 2008  |
| canton de Landivy                 | 3     | Jean-Pierre Dupuis    |       | DVD   | 2011  |
| canton de Lassay-les-Châteaux     | 3     | Jean-Michel Criniere  |       | DVD   | 2008  |
| canton de Mayenne-Est             | 3     | Grégory Heurtebize    |       | UDI   | 2011  |
| canton de Mayenne-Ouest           | 3     | Michel Angot          |       | DVG   | 2011  |
| canton de Pré-en-Pail             | 1     | Yves Cortes           |       | UMP   | 2008  |
| canton de Villaines-la-Juhel      | 1     | Daniel Lenoir         |       | DVD   | 2008  |